# Montaut-les-Créneaux
Montaut-les-Créneaux település Franciaországban, Gers megyében. Lakosainak száma 714 fő (2022. január 1.). Montaut-les-Créneaux Auch, Crastes, Leboulin, Mirepoix, Nougaroulet és Preignan községekkel határos.

## Népesség
A település népességének változása:
| Lakosok száma | 474  | 510  | 612  | 599  | 688  | 704  | 708  | 710  | 711  | 714  |
|               | 1968 | 1982 | 1990 | 2006 | 2013 | 2015 | 2017 | 2019 | 2020 | 2022 |